# クライムクラッカーズ2
『クライムクラッカーズ2』(CRIME CRACKERS2)は、ソニー・コンピュータエンタテインメントが1997年11月27日に発売した日本のPlayStation用アクションRPG。開発はメディアビジョン。
2007年12月26日から、PlayStation 3およびPlayStation Portable向けにPlayStation Storeのゲームアーカイブスにてダウンロード販売も行われている。
1994年に発売された『クライムクラッカーズ』の続編である。前作と同様に一人称視点でフルポリゴンの施設内を探索し、敵を倒していく3Dアクション。落とし穴やジャンプなどの上下の動きが追加されており、前作よりもアクションに幅が出ている。シナリオはマルチシナリオになっており、ステージ内での行動などで8つのストーリーに分岐していき、8つのストーリーを全てクリアすると、最終シナリオへ進むことができる。

## 物語
クライムクラッカーズチーム「ピンクドルフィン」の活躍により、海賊ボルゴーンの囚人蜂起事件および科学者マグナのヴァイテン事件が解決される。その2年後、「グッピー」という別のクライムクラッカーズチームの元に、突然ギャラクシーポリスのシルビア署長から、指名手配中の海賊「カラスのバスク」がハイジャンプステーション：セルゲイを襲撃したとの緊急通信が入る。バスク逮捕の依頼を受けたセリアたち「グッピー」の面々は、休暇を切り上げセルゲイに急行する。当初は単純な襲撃事件と思われたが、追い詰められたバスクの取った行動により、事態は思わぬ方向へ進む。

## 登場人物

### グッピーチーム
セリア・ハッセルバーグ
声：岩男潤子
クライムクラッカーズチーム「グッピー」のリーダーを務める16歳の少女。親が決めたお見合いが嫌で家を飛び出したことをきっかけに、クライムクラッカーとなる。少々無鉄砲なところもあり、ウェンディからは「もっとおしとやかにしてほしい」とよく言われている。武器は、威力は低いが連射ができ、自動照準のハンドガンを使用する。
ジャンマイケル・ハッセルバーグ
声：中田浩二
セリアの祖父にして、元軍人・冒険家。冒険好きが高じて、自身の脳を機械の体に移植している。普段は全身に武器が内蔵されている人型ボディを使用しているが、NEWグッピー号の運行時には、頭部のみをコアドロイドに換装してシステム制御や火器管制を担当する。武器は、連射ができないが、威力が高く爆風で追加ダメージを与えることのできる大型グレネードを使用する。
シーザ・カナグスク
声：宮村優子
狼系亜人種の少女格闘家。かつては惑星トラヴィスのデリア姫に仕える近衛兵だったが、デリア姫誘拐事件でセリアと出会ったことをきっかけにクライムクラッカーとなる。ガサツで乱暴な面が目立ち、几帳面なウェンディとしばしば口論している。休暇の買い物や毎週の連続ドラマを楽しみにしていたり、初対面前のベイツがいい男かを気にするなど、世俗的な一面もある。肉弾戦を主体としており、射程が短いものの、移動しながら強力な攻撃を可能とする。
ウェンディ・ウィルキンソン
声：野上ゆかな
ハッセルバーグ家に仕えるメイド。セリアが幼いころからいつもいっしょにおり、セリアがクライムクラッカーになる際にも行動を共にする。性格は非常に臆病だが、セリアのためならば思い切った行動をとることもある。普段は布で包んで隠しているが、背中には羽が生えており空を飛ぶことができる（ゲーム本編では空を飛ぶことは無く、オープニングとエンディング後のおまけアニメでのみ使用する）。武器はモップやはたきなどの掃除道具。攻撃力では期待できないが、仲間の体力を回復したり、攻撃力を上昇させるなどのサポートを行ってくれる。
マードック・フーバー
声：辻村真人
犬系亜人種。銀河大戦ではジャンマイケルの部下として活躍したエースパイロット。戦争終了後はハッセルバーグ家で庭師をしていたが、セリアが家を飛び出したときに、かつての愛機を改修した「NEWグッピー号」とともにクライムクラッカーとなる。銀河大戦時から愛用しているレイガンを武器とするが、本人も「パイロットに荒事は無理」と自覚しており、戦闘では特殊アイテムを使用してチームをサポートする。物語中でセリアが、犬系種族は商売人が多いと言及しているとおり、前作『クライムクラッカーズ』のインターミッションにはそっくりな商売人が登場している。

### 協力者
グッピーチームが捜査を進めるうちに出会い、共に行動をするようになる仲間たち。
ベイツ・ハミル
声：岩永哲哉
ギャラクシーポリス第6分署所属の警察官。シルビア署長の手配により、ダウ太陽系にやってきたセリアたちに協力する。10年前の宇宙船爆破事件に巻き込まれた際に、幼馴染のビッキィと生き別れる。その後、ふがいない自分を鍛えることと、ビッキィの消息を調べるためにギャラクシーポリスに志願した。武器は火炎放射器。射程は短いものの、攻撃力が高いうえに連続して敵にダメージを与えることができる。
PAN・G
声：根谷美智子
記憶を失ったサイボーグ少女。民間客船に偽装した銀河大戦時の戦艦「キュークロプス号」の最深部で眠りについていたが、船を調査していたセリアの手によって目覚める。PAN計画の7番目の被験者のため「PAN・G」の登録番号がつけられているが、それ以外の記憶を失っている。武器はアタッチメントのブレードを装着し、近接戦闘を得意とする。また、特殊な超能力も秘めており、敵の動きを止めることができる。
ドルフ・フィッシャー
声：岡野浩介
イルカ系亜人種のトレジャーハンター。関西弁で話す。偶然出会ったセリアたちを利用するずる賢さがあるが、いっぽうで調子にのりやすい性格のため、自分で余計なことを口走ってしまい、墓穴を掘ることも多い。古代に栄えた先史文明の宝物を追い求めており、裏稼業の情報にも精通している。武器はセリアのハンドガンと似た武器特性を持つソニックガンを使用する。

### ピンクドルフィンチーム
銀河に名を轟かす凄腕のS級クラッカーチーム。詳細は前作『クライムクラッカーズ』を参照。
エミリア・F・アルカネット
声：前田このみ
ピンクドルフィンチームのリーダー。今回は、ギャラクシーポリスからある依頼を受けて行動している。
リーザ
声：笠原留美
元惑星フォクスの騎士で剣の達人。
ドラン
声：梁田清之
元軍人の戦士で、大型銃火器を使用する。
ログ
サポートドロイド。
ポプリ・ヴァンプ
声：西村ちなみ
コンピューターエルフと呼ばれる電子生命体。ベイツが出会った際に驚いていたことから、希少な存在であることが窺える。
パロット
声：龍田直樹
ピンクドルフィン号の操舵担当。セリアから御礼を言われて、年甲斐も無く照れる場面がある。

### 宇宙海賊
ギャラクシーポリスやクライムクラッカーズと敵対する宇宙の無法者たち。
バスク
声：山口健
銀河全域に広域指名手配されている大物海賊で、「カラスのバスク」の異名を持つ。ギャラクシーポリスの輸送船を襲撃するなどの派手な事件を起こしており、一部の海賊たちからは英雄視されている。「銀河では強いが正しい」がモットーであり、大型マシーン「ガンクロウ」に乗り込み幾たびもグッピーチームと戦いを繰り広げる。
ゲットランナー
ヒッツパーク星で押し込み強盗を働いているロボット3人組。兄貴分のアルファ、オカマ言葉のベータ、下っ端で「ヤンス」が口癖のガンマ。3体で大型ロボット「グレートゲットオメガ」に合体することができる。実は3体とも以前は生身の人間だったが、PAN計画に巻き込まれて強制的に機械の体にされてしまった過去を持つ。
ラッド
通称「からくりラッド」。かつてはバイオ工学研究の科学者として、生物と機械の融合を目指す「PAN（サイコ・アサルト・ナーク）計画」を提唱した。ダンク星府の後押しもあり兵器研究が進められていたが、人道的な倫理に反する研究だと糾弾され計画は中止にされる。そのことに絶望したラッドは行方をくらまし、以後は宇宙海賊として研究資金を稼ぎつつ、密かに研究を続けている。計画の一環としてか、自らの体も機械化しており、セリアたちに敵対する。
ジェイ
声：成田剣
通称「疾風のジェイ」。本職は先史文明を研究する考古学者であり、ベイツやドルフたちも一目置くほどの知識を持っている。ただし、発掘品を勝手に売りさばいたり、発掘資金入手のために非合法手段に訴えたりするため宇宙海賊扱いされている。性格は気障なうえに破綻した結婚願望の持ち主で、ドルフからは「ホンマモン」と称されている。戦闘では、常に自動車型のライドマシーンに乗って襲い掛かってくる。
グレイダルフ
声：柊美冬
コンダクターの命を受けてセリア達の前に現れた超能力少女。フード付のマントとバイザーで顔を隠しているため、幼い少女であること以外の素性は不明。超能力のバリアで身を守っており、通常の武器ではダメージを与えることができない。
コンダクター
声：山口健
ダウ太陽系に蠢く陰謀の黒幕。

### その他
シルビア
声：三石琴乃
ギャラクシーポリスの女性署長。セリアたちグッピーチームにバスク逮捕を依頼した。堅物として有名でクライムクラッカーズにも厳しい態度を見せることが多い。ただし、エミリア曰く「それは表向き」のことで、懇意になったエミリアやセリアには、自分の名前を肩書き抜きで呼び捨てにさせるなど、くだけた表情も見せる。
ディックス
ギャラクシーポリスの刑事。シルビアにはディと呼ばれる。切れ者ではあるが普段は飄々とした言動をとっており、周囲からは頭の固いシルビアとは良いコンビだと認識されている。
セリアのパパ
セリアの父親であり、ジャンマイケルの息子。娘への愛情から、良かれと思ってあちこちから見合い相手を探してきては引き合わせようとする。もっとも人を見る目は無く、ジェイのことを「セリアにふさわしいワイルドないい男」と紹介することがあった。父と娘には似ずにインドア派のようで、ジャンマイケルからは「青びょうたん」と酷評されている。
ビッキィ
ベイツの幼馴染の少女。10年前の宇宙船爆破事件に巻き込まれ、「わたしはここよ」の言葉を残して行方不明となる。
ミュンヒンガー
銀河に広く名の知られた音楽家。10年前、政情が不安定なダウ太陽系を慈善演奏のために訪れた際に、乗船していた宇宙船が爆破され帰らぬ人となる。一人の孤児を引き取って息子として育てていたが、ミュンヒンガーの死後、消息不明となっている。